# Бостонский колледж
Бо́стонский ко́лледж (англ. Boston College) — частный исследовательский университет в Бостоне, штат Массачусетс. Основан в 1863 году членами Общества Иисуса. Первоначально располагался на Харрисон-авеню на юге Бостона, с начала XX века основной кампус колледжа находится в районе Честнат-Хилл. Пост президента колледжа с 1996 года занимает преподобный Уильям Лихи.
По данным на осень 2019 года, в Бостонском колледже обучается 14 559 человек. Общее число сотрудников составляет 2690 человек, в том числе 878 преподавателей. Докторскую степень имеет 94 % преподавательского состава.
По данным на 2019 год, в мире проживает более 185 тысяч выпускников Бостонского колледжа, среди которых политики, дипломаты и государственные деятели, учёные, спортсмены, журналисты, актёры. Юридическую школу колледжа окончил Джон Керри, с 2013 по 2017 год занимавший пост Государственного секретаря США.

## История

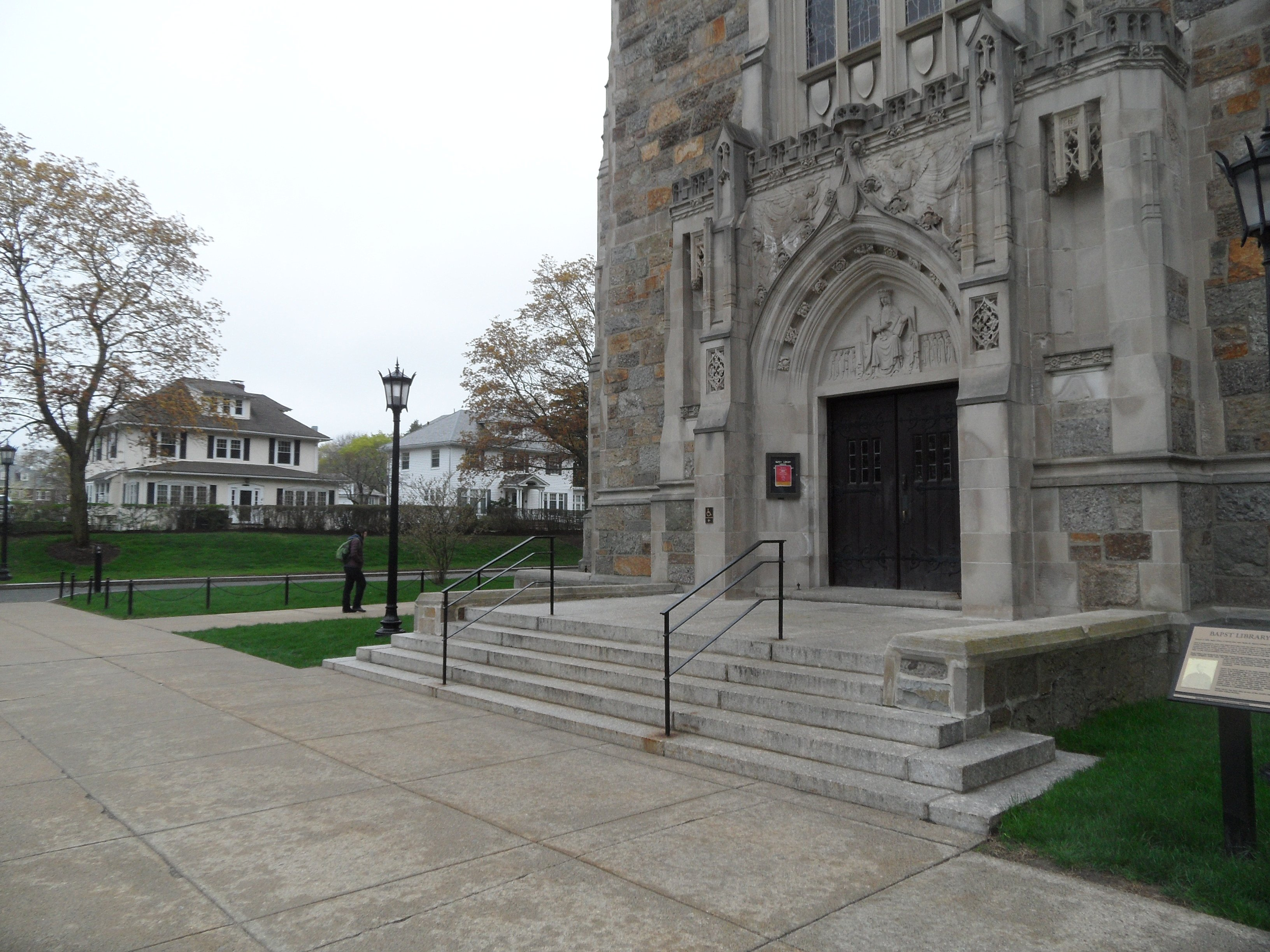
Библиотека Бапста, кампус в Честнат-Хилл.

Бостонский колледж был основан членом общества Иезуитов преподобным Джоном Макелроем в 1863 году. Первые занятия в нём начались 5 сентября 1864 года. На тот момент в нём обучалось двадцать два студента и работало три преподавателя. Первые семьдесят лет своей истории колледж оставался гуманитарным учебным заведением, основными направлениями в котором были изучение трудов греческих и латинских классиков, английский и другие языки, философия. С момента основания до начала XX века колледж располагался на Харрисон-авеню в бостонском районе Саут-Энд. В 1907 году было приобретено четыре земельных участка в деревне Честнат-Хилл, где планировалось организовать новый кампус. В июне 1909 года было заложено новое главное здание, позднее получившее название Гассон-холл, в честь президента колледжа Томаса Гассона. Здание было открыто в 1913 году. Вместе с ним основу кампуса составляют Сент-Мэри-холл, Девлин-холл и Библиотека Бапста, открытые в 1917, 1924 и 1928 году соответственно.
В 1920-х годах в колледже были открыта аспирантская программа наук и искусств, юридическая школа и вечерний колледж. В следующем десятилетии начались занятия в Высшей школе социальной работы и Колледже делового администрирования. В 1947 году открылось отделение подготовки медсестёр, а в 1952 году — педагогическое.
В 1974 году Бостонский колледж приобрёл участок земли площадью 40 акров в полутора милях от основного кампуса. Ранее эта территория принадлежала Ньютонскому колледжу Святого Сердца. Сейчас на ней располагается юридический факультет и общежития, где проживает около 800 первокурсников. В начале 2000-х годов собственностью Бостонского колледжа также стал участок земли площадью 65 акров в Брайтоне. Он был выкуплен у архиепархии Бостона. В этой части кампуса сейчас расположены факультет богословия, основанный в 2008 году, Центр выпускников и Музей искусств Макмаллена.
В 2016 году Бостонский колледж получил уровень R1 классификации Карнеги, что соответствует категории докторских университетов с самыми высокими показателями исследовательской работы. Тогда же колледж завершил кампанию по привлечению средств, собрав 1,605 млрд долларов на поддержку академических и исследовательских программ, помощь студентам и выполнение других проектов.

## Приём и поступление
В таблице приведены данные по количеству поданных и принятых заявлений, а также числу поступивших в колледж студентов:
| Год  | Подано заявлений | Принято заявлений | Поступивших | Доля поступивших |
| ---- | ---------------- | ----------------- | ----------- | ---------------- |
| 2017 | 28 454           | 9 223             | 2 412       | 26 %             |
| 2018 | 31 084           | 8 699             | 2 327       | 27 %             |
| 2019 | 35 552           | 9 679             | 2 297       | 24 %             |

Для абитуриентов, начинающих обучение в 2023 году, средний результат стандартизированного теста SAT составил 1 412 баллов (анализ текста 692 балла, математика 721 балл), средний результат стандартизированного теста ACT равен 32 баллам. В набор 2023 года входят представители 44 штатов США, Пуэрто-Рико, округа Колумбия и 40 других государств.

## Образовательная деятельность

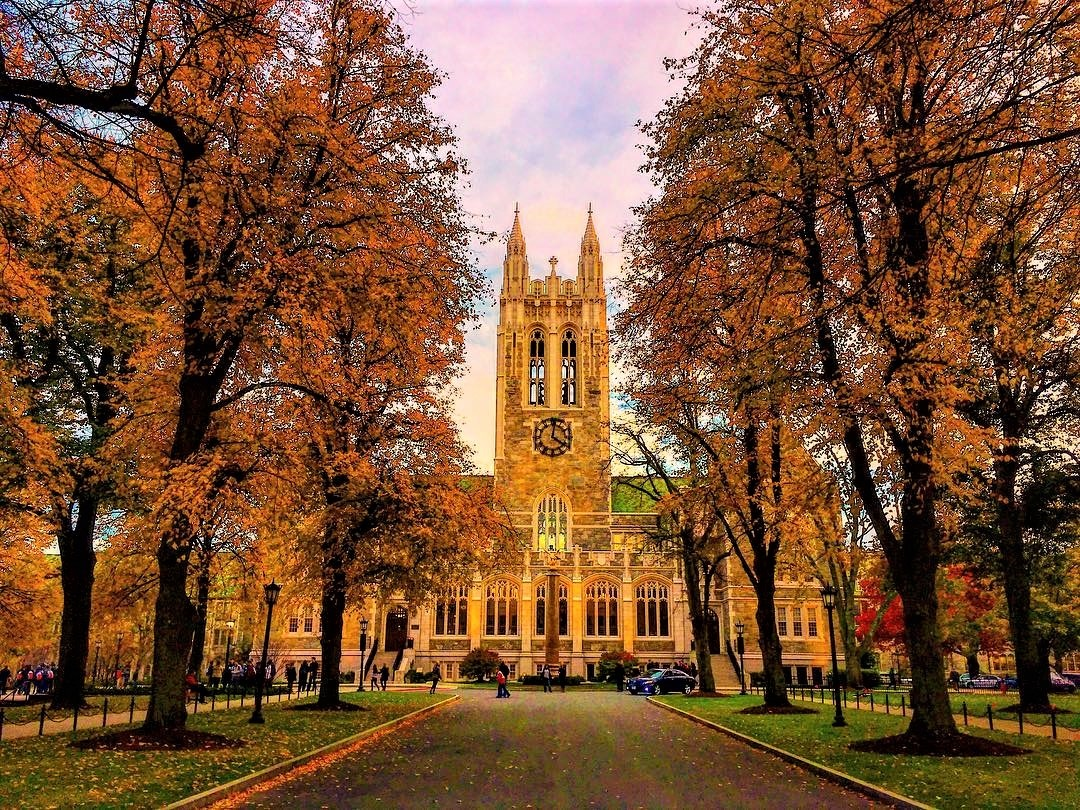
Гассон-холл, кампус в Честнат-Хилл.

В сентябре 2019 года Бостонский колледж занял 37 место в рейтинге национальных университетов по версии сайта U.S. News & World Report. В рейтинге журнала Forbes за 2019 год колледж занимает 41 место.
В состав Бостонского колледжа входят:
- Колледж искусств и наук Роберта Моррисси;
- Юридическая школа Бостонского колледжа;
- Колледж перспективных исследований Джеймса Вудса;
- Школа социальной работы;
- Школа менеджмента Кэрролл;
- Школа медицинского персонала Уильяма Коннелла;
- Школа педагогики и человеческого развития Кэролайн Линч и Питера Линча;
- Школа богословия и духовенства.

## Студенческий спорт
Бостонский колледж поддерживает спортивные программы по семнадцати видам спорта: американскому футболу, бейсболу, баскетболу, фехтованию, хоккею на траве, волейболу,  гольфу, хоккею, лакроссу, академической гребле, парусному спорту, лыжному спорту, футболу, софтболу, плаванию и прыжкам в воду, теннису и лёгкой атлетике. В 2019 году в соревнованиях под эгидой NCAA принимало участие 700 студентов-спортсменов.
Все спортивные команды колледжа носят название «Иглз», их официальными цветами являются бордовый и золотой. Они выступают в соревнованиях конференции ACC I дивизиона NCAA.
Выпускники колледжа неоднократно становились победителями и призёрами летних и зимних Олимпийских игр. Золото летней Олимпиады 1956 года в метании молота выиграл Гарольд Коннолли. Пять представительниц колледжа входили в состав сборной США по хоккею, выигравшей золотые медали на Олимпиаде 2018 года: Кайла Барнс, Кейли Флэнаган, Меган Келлер, Эмили Пфальзер и Хейли Скарупа.
В число спортивных объектов колледжа входят:
- Эламнай-стэдиум, вмещающий 44 500 зрителей и принимающий игры по американскому футболу;
- Конте-форум, где проводятся хоккейные и баскетбольные матчи;
- комплекс Харрингтон Атлетикс Виллидж, где расположены поля для бейсбола и софтбола;
- стадион в кампусе Ньютон, принимающий игры команд по футболу и лакроссу.

### Американский футбол
По данным на июнь 2020 года в разное время в НФЛ выступало 225 игроков, учившихся в Бостонском колледже. Из 209 задрафтованных выпускников колледжа 20 было выбрано в первом раунде. В сезоне 2019 года в лиге выступало двадцать игроков, ранее игравших в турнире NCAA за «Иглз». Тридцать пять игроков становились победителями Супербоула. В разные годы в число звёзд лиги входили такие футболисты как Мэтт Райан, Арт Донован, Люк Кикли, Боб Хайленд, Дэмиен Вуди. С начала эпохи Супербоулов в 1967 году, футбольная команда колледжа известна высоким уровнем подготовки линейных нападения.

## Президенты Бостонского колледжа

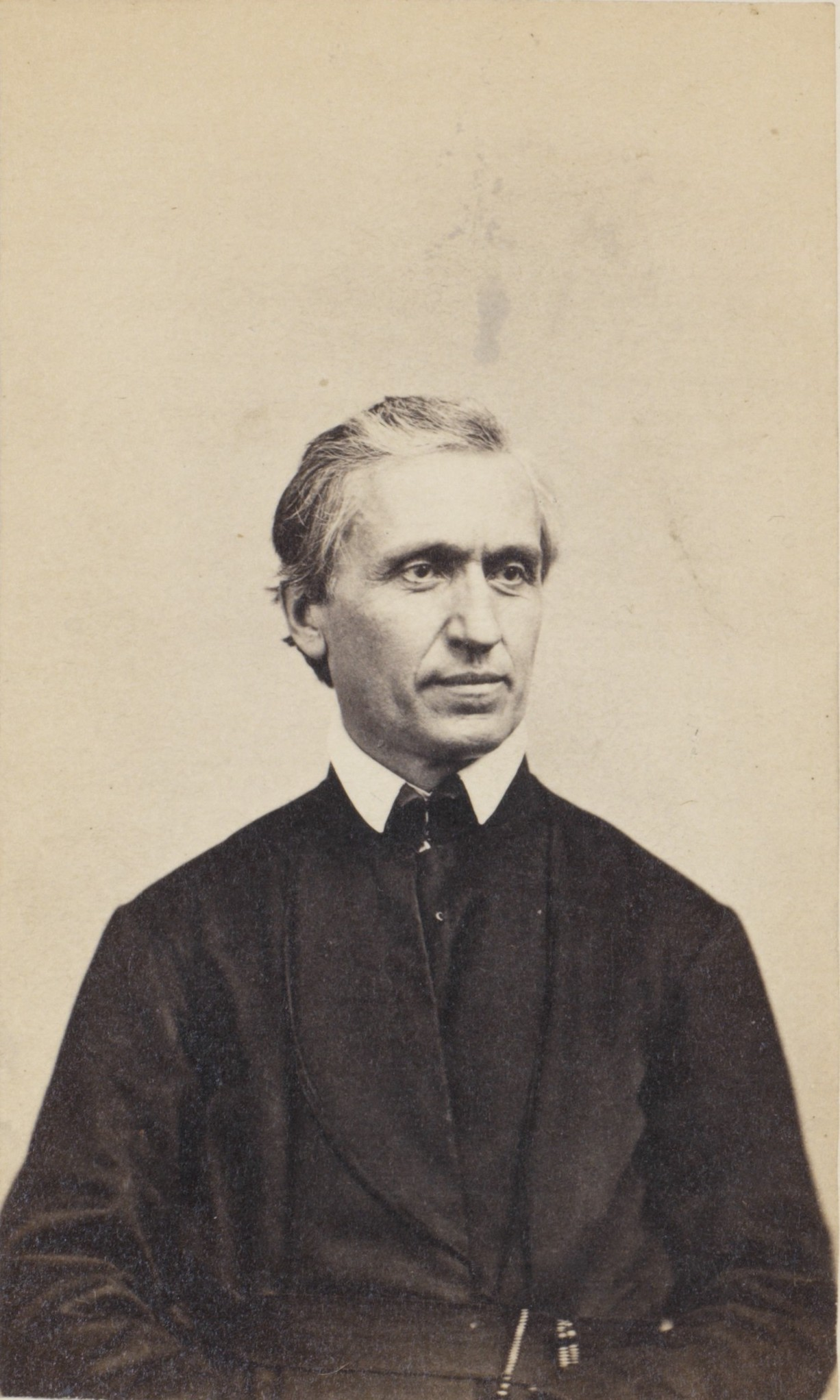
Преподобный Джон Бапст, первый президент колледжа.

С момента основания колледжа пост его президента занимало двадцать пять человек:
- Джон Бапст (1863—1869)
- Роберт Брейди (1869—1870)
- Роберт Фултон (1870—1880)
- Джеремайя О’Коннор (1880—1884)
- Эдвард Бурсо (1884—1887)
- Томас Стэк (1887)
- Николас Руссо (1887—1888)
- Роберт Фултон (1888—1891)
- Эдвард Девитт (1891—1894)
- Тимоти Броснахэн (1894—1898)
- Уильям Рид-Маллан (1898—1903)
- Уильям Гэннон (1903—1907)
- Томас Гассон (1907—1914)
- Чарлз Лайонс (1914—1919)
- Уильям Девлин (1919—1925)
- Джеймс Долан (1925—1932)
- Луис Галлахер (1932—1937)
- Уильям Макгарри (1937—1939)
- Уильям Мерфи (1939—1945)
- Уильям Келехер (1945—1951)
- Джозеф Максвелл (1951—1958)
- Дабл-Ю Сиви-Джойс (1968—1972)
- Джей Доналд Монан (1972—1996)
- Уильям Лихи (1996—н. в.)

## Эндаумент
В 2014 году эндаумент Бостонского колледжа, сформированный за счёт пожертвований бывших студентов и организаций, составил более $ 2,2 млрд долларов. Пожертвования колледжу являются одними из крупнейших в США, несмотря на то, что по количеству студентов и размеру он почти в два раза меньше конкурентов.

## Выпускники
По данным на июнь 2019 года в США и других государствах проживало 185 724 выпускника Бостонского колледжа.
В число известных выпускников учебного заведения входят:

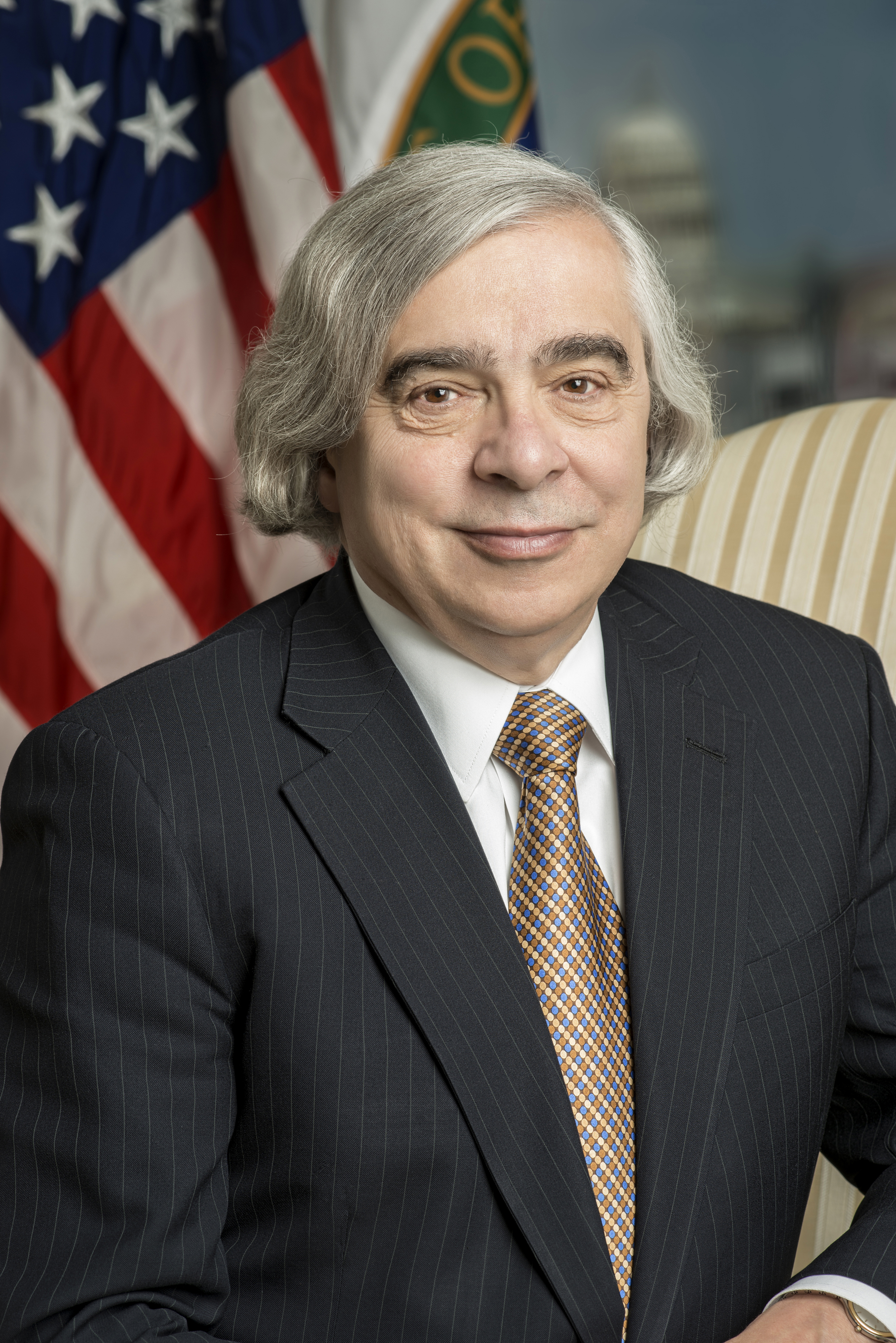
Эрнест Мониз, физик-ядерщик, министр энергетики США, 1966 год
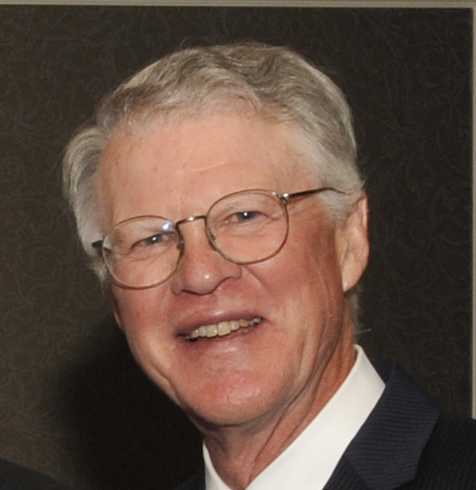
Питер Дерван, химик, профессор Калифорнийского технологического института, 1967 год
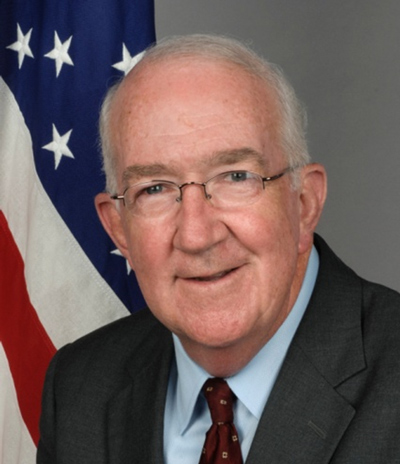
Кен Хакетт, дипломат, посол США в Ватикане, 1968 год
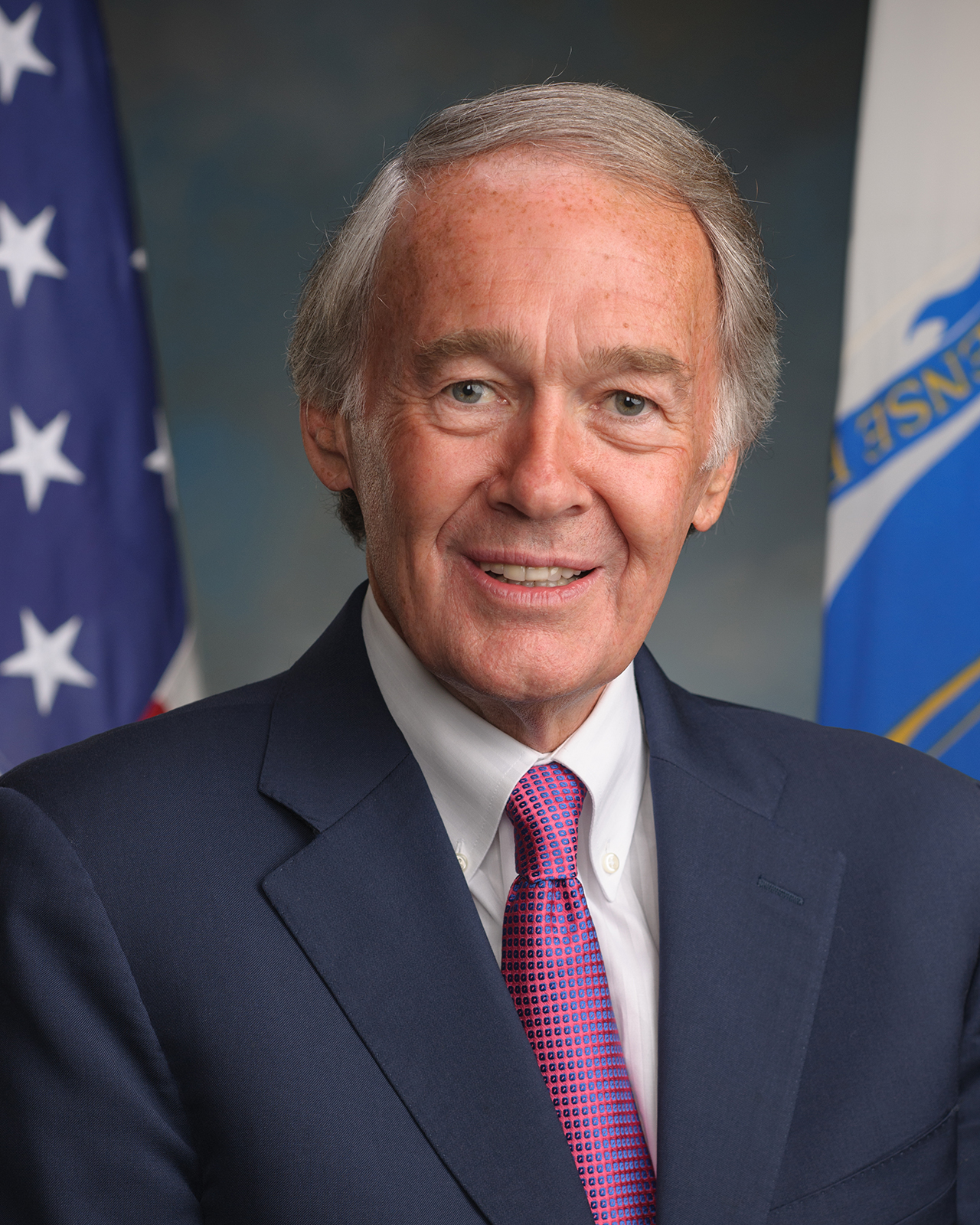
Эд Марки, дипломат, сенатор США, 1968 год
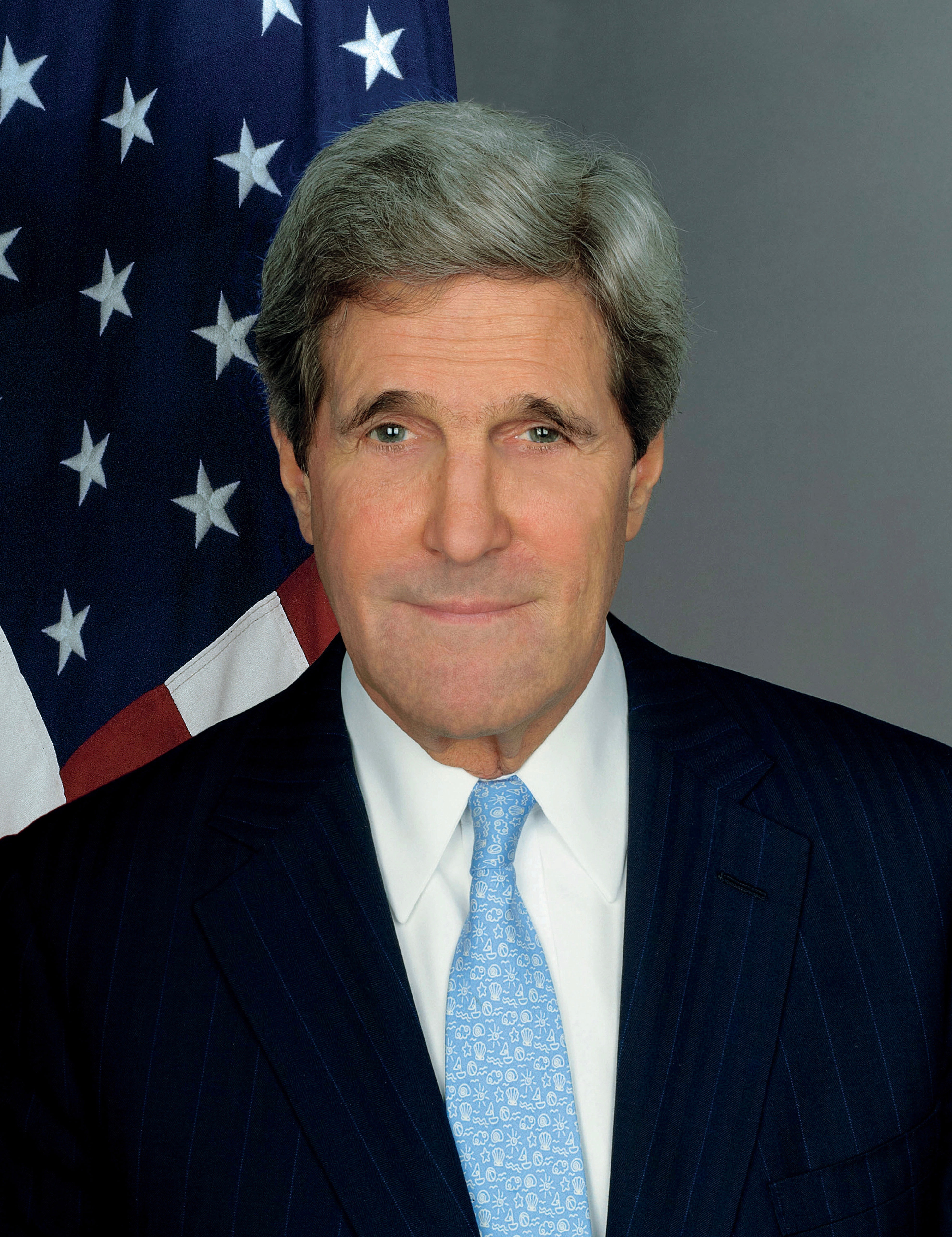
Джон Керри, политик, государственный секретарь США, 1976 год
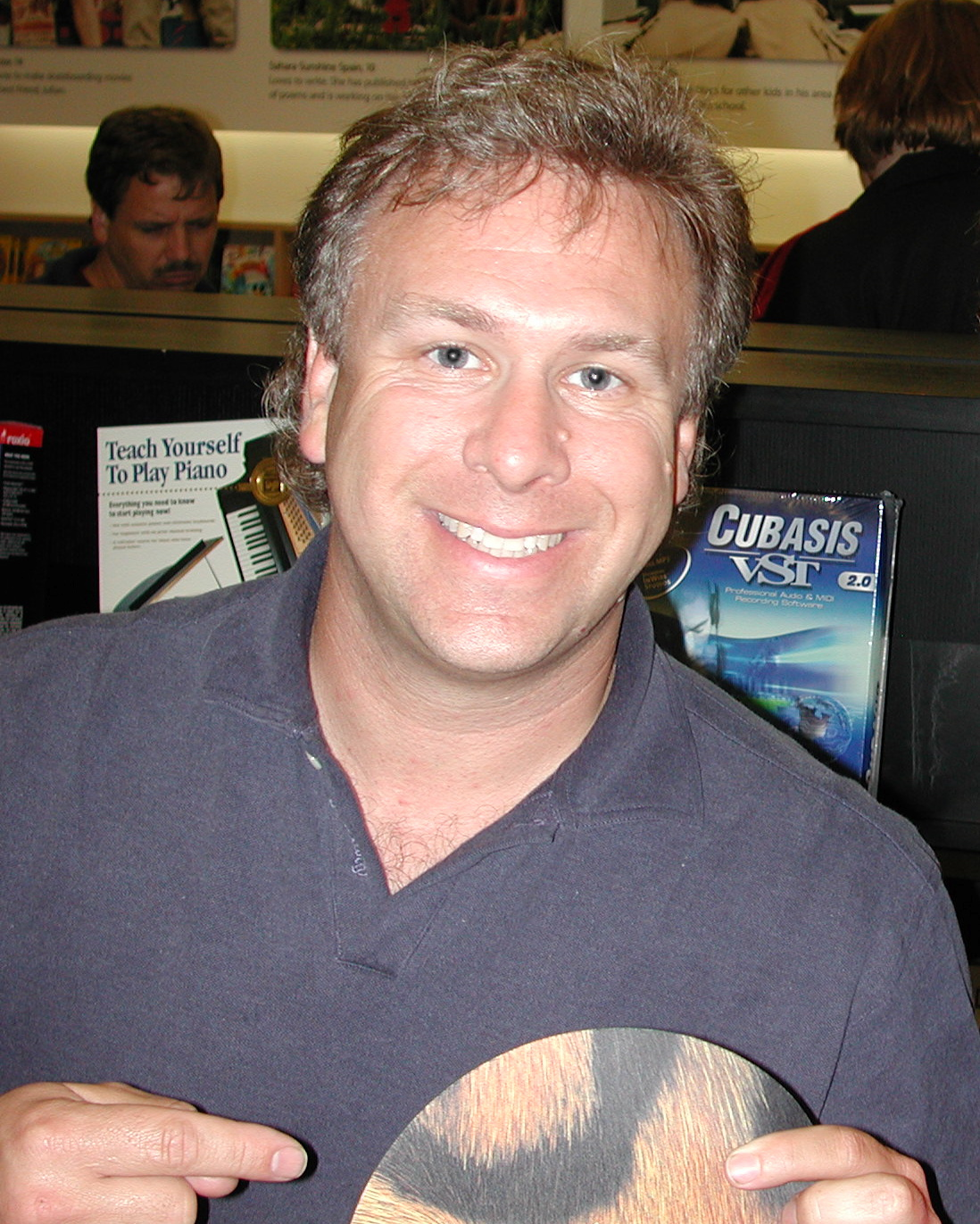
Фил Шиллер, вице-президент корпорации Apple, 1982 год
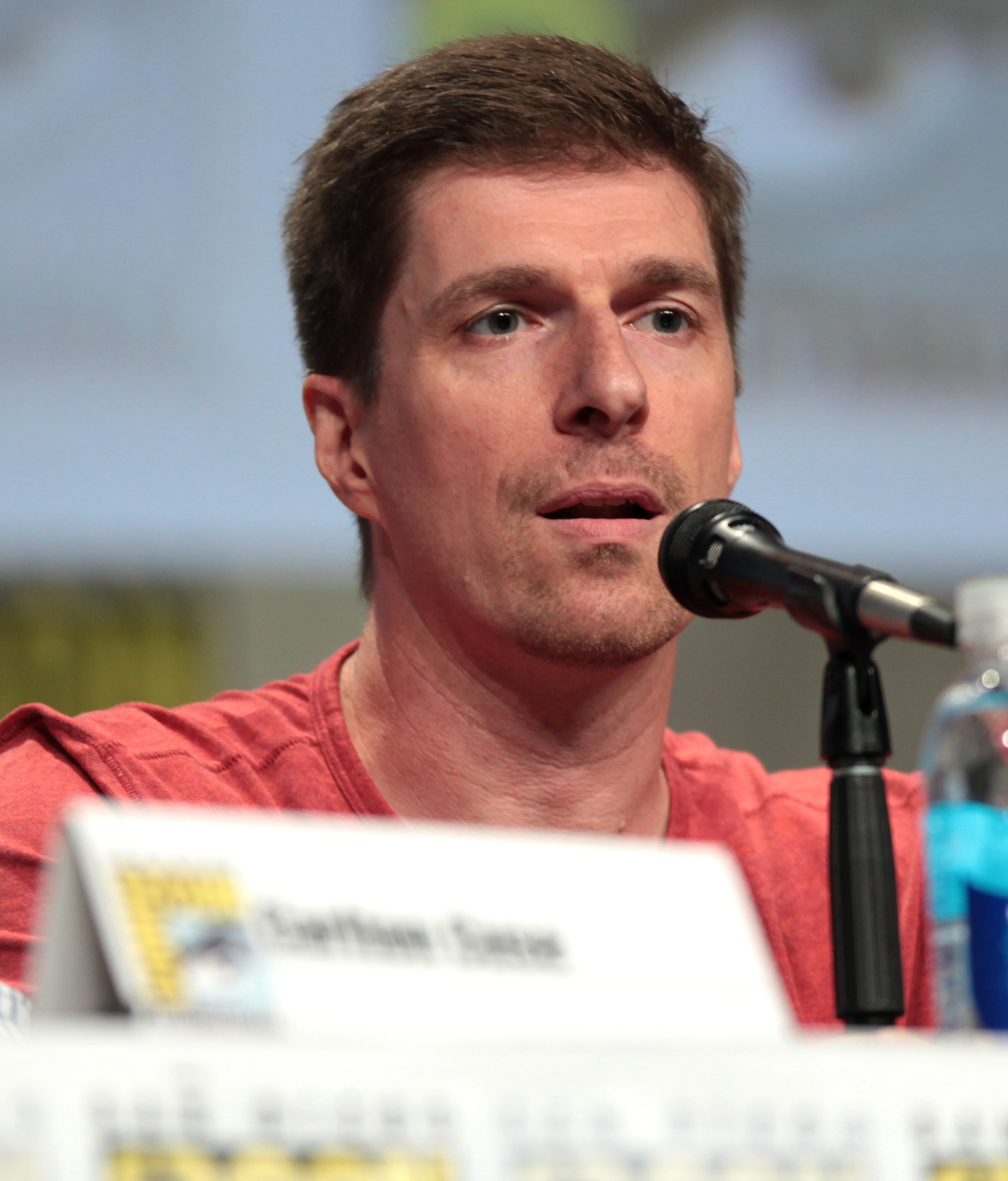
Чак Хоган, писатель, сценарист и продюсер, 1989 год
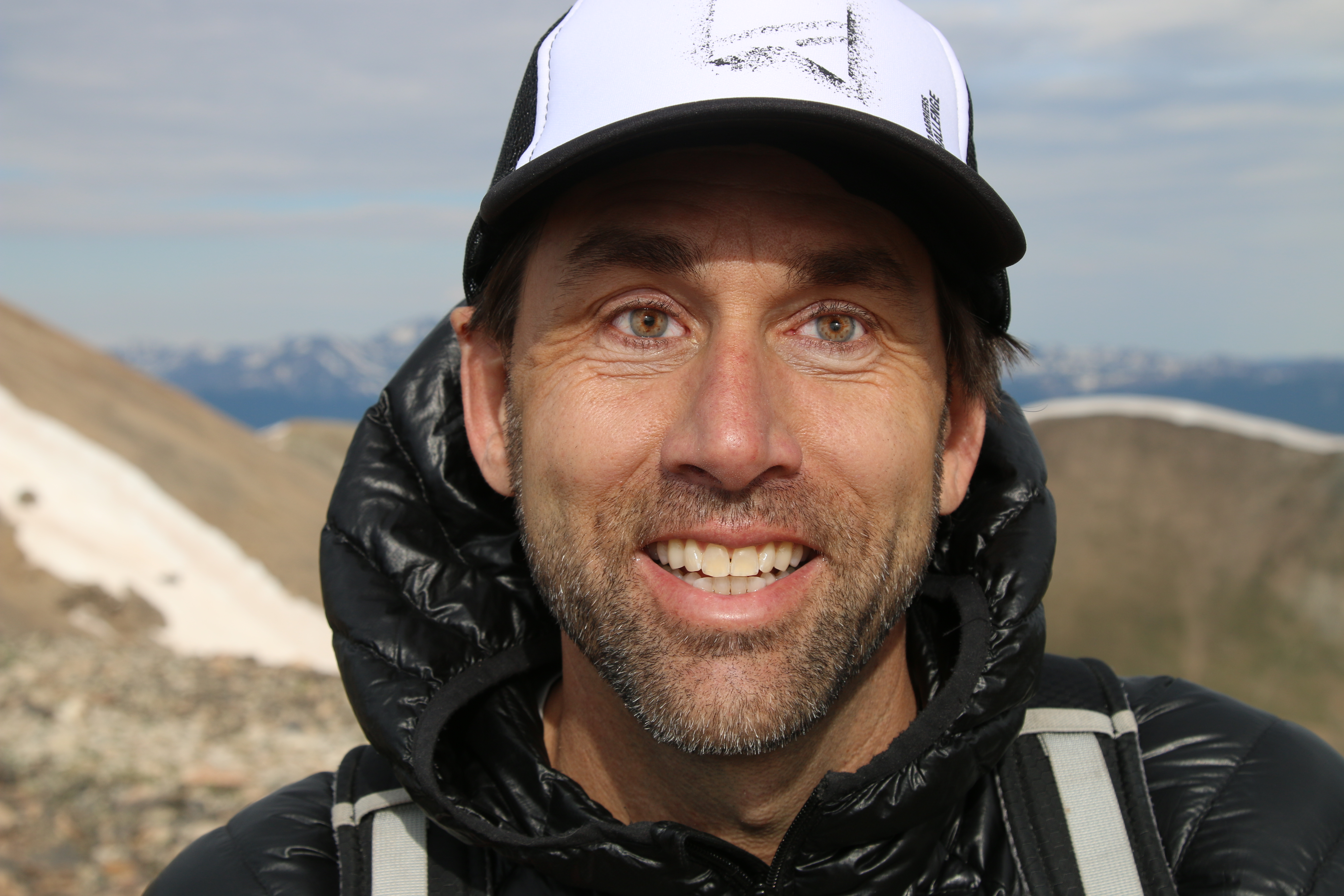
Эрик Вайхенмайер, атлет, путешественник и альпинист, 1991 год
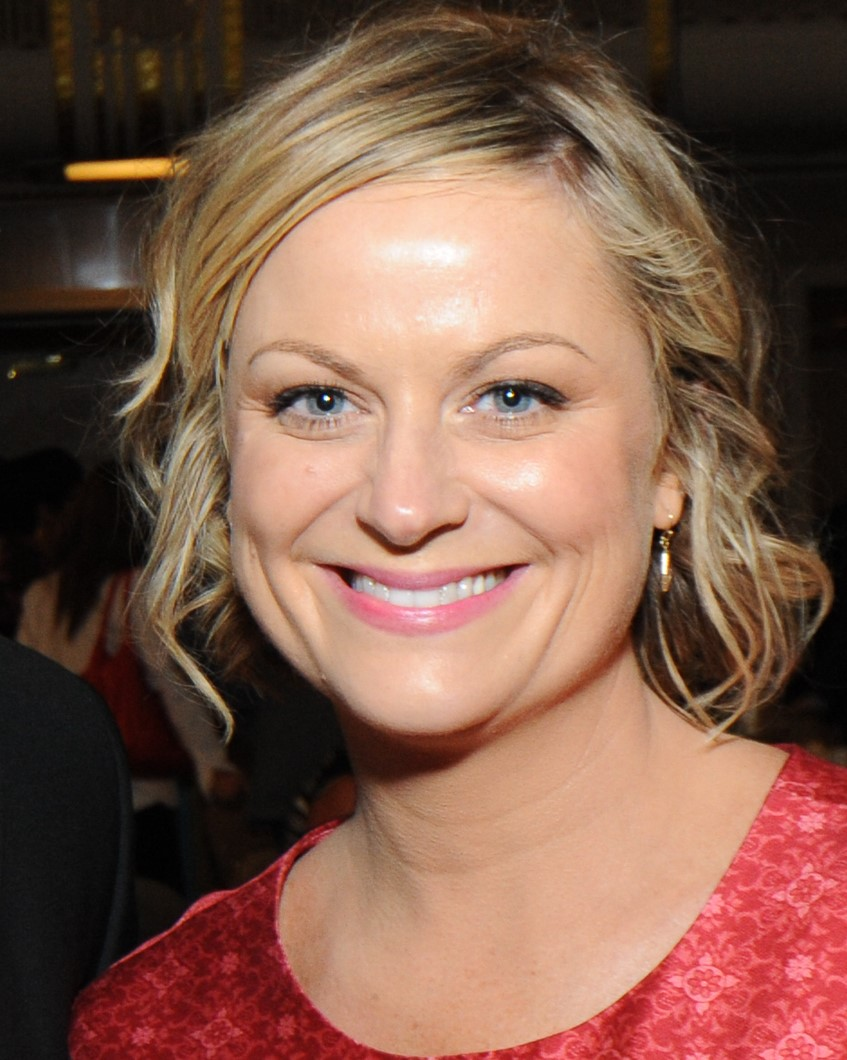
Эми Полер, актриса, режиссёр и продюсер, 1993 год
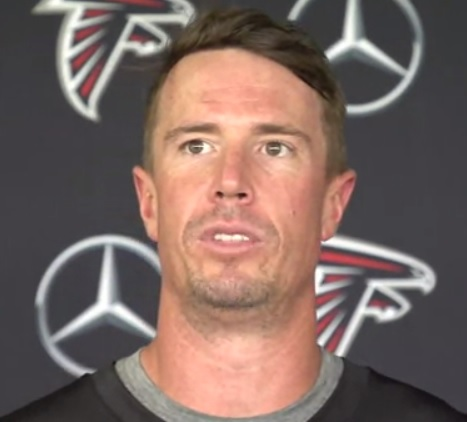
Мэтт Райан, игрок в американский футбол, 2008 год
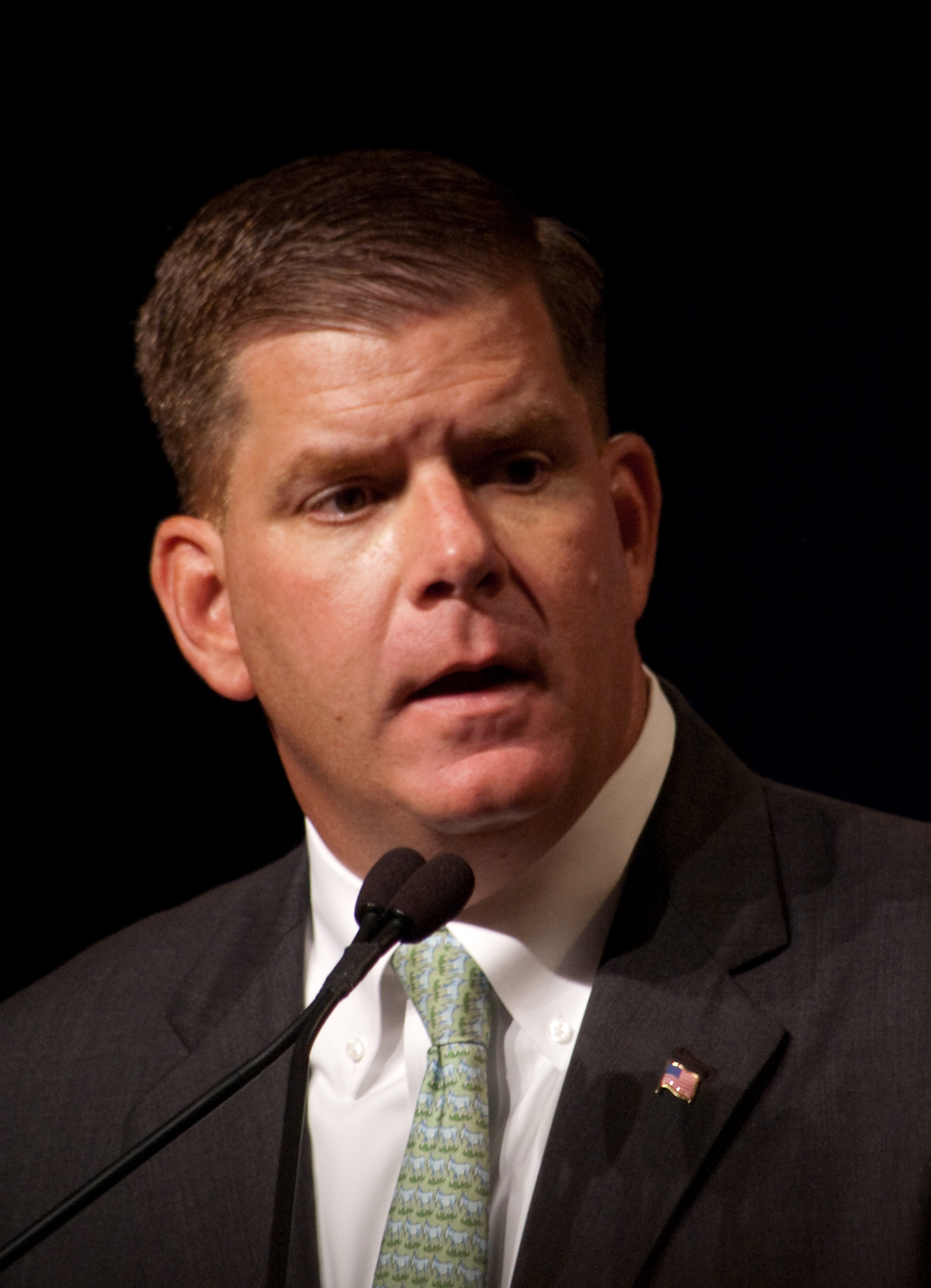
Марти Уолш, политик, мэр Бостона, 2010 год